# سامی کان کرافت
سامی کان کرافت (انگلیسی: Sammi Kane Kraft؛ ۲ آوریل ۱۹۹۲ – ۹ اکتبر ۲۰۱۲) یک هنرپیشه اهل ایالات متحده آمریکا بود. وی بین سال‌های ۲۰۰۵ تا ۲۰۱۲ میلادی فعالیت می‌کرد.